# Caragh O’Brien

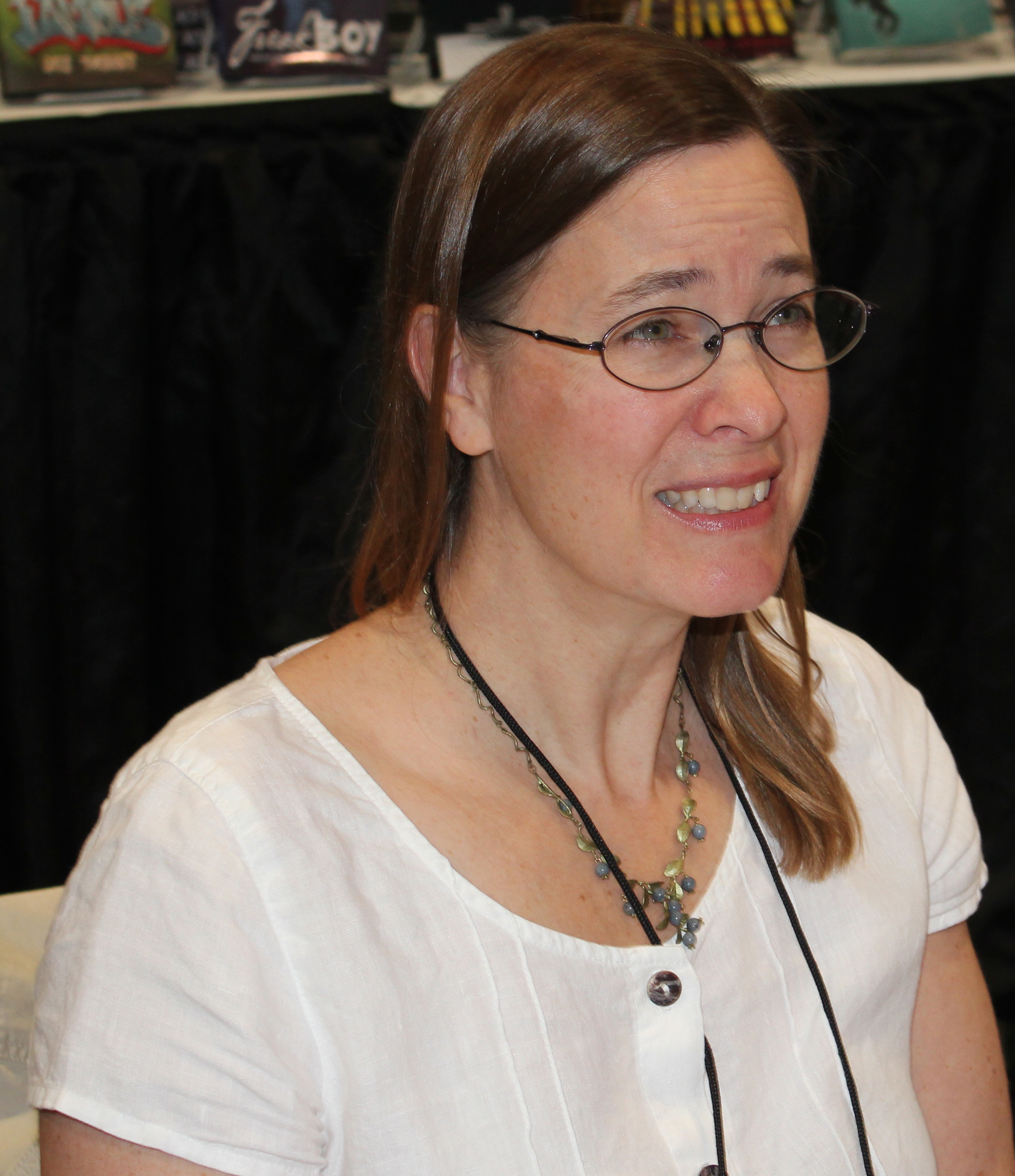
Caragh M. O’Brien 2014.

Caragh M. O’Brien (geb. in Saint Paul, Minnesota) ist eine amerikanische Schriftstellerin, die in Minnesota aufwuchs. Sie studierte Literatur und Kreatives Schreiben, anschließend begann sie in einer High School als Lehrerin zu unterrichten. Sie lebt mit ihrem Mann, mit dem sie drei Kinder hat, in Connecticut. Mit Die Stadt der verschwundenen Kinder schrieb Caragh O’Brien ihr erstes Jugendbuch. In Deutschland erschien das Buch am 28. Januar 2011.

## Veröffentlichungen
- 2010: Birthmarked (Die Stadt der verschwundenen Kinder)
- 2011: Prized (Das Land der verlorenen Träume)
- 2012: Promised (Der Weg der gefallenen Sterne)
- 2014: The Vault of Dreamers
- 2017: The Rule of Mirrors (The Vault of Dreamers No. 2)
- 2017: The Keep of Ages (The Vault of Dreamers No. 3)
- 2024: Annie Bot.